# Indian Wells Open 2000
L'Indian Wells Open 2000, conosciuto anche con il nome di Tennis Masters Series Indian Wells, è stato un torneo di tennis giocato sul cemento. È stata la 27ª edizione dell'Indian Wells Open, che fa parte della categoria ATP Masters Series nell'ambito dell'ATP Tour 2000, 
e della Tier I nell'ambito del WTA Tour 2000. Sia il torneo maschile che quello femminile si sono giocati all'Indian Wells Tennis Garden di Indian Wells (California), l'ampio e sofisticato impianto inaugurato per questa occasione.

## Campioni

### Singolare maschile
Àlex Corretja ha battuto in finale  Thomas Enqvist con il punteggio di 6–4, 6–4, 6–3

### Singolare femminile
Lindsay Davenport ha battuto in finale  Martina Hingis con il punteggio di 4–6, 6–4, 6–0,

### Doppio maschile
Alex O'Brien /  Jared Palmer hanno battuto in finale  Paul Haarhuis /  Sandon Stolle con il punteggio di 6–4, 7–6(5)

### Doppio femminile
Lindsay Davenport /  Corina Morariu hanno battuto in finale  Anna Kurnikova /  Nataša Zvereva con il punteggio di 6–2, 6–3